# Gilberto Crispin (abad)
Gilberto Crispin (c. 1055-1117) fue un teólogo cristiano y monje anglonormando. Procurador, sirviente y abad de la abadía de Westminster (1088-1117) tras la conquista normanda de Inglaterra, sucediendo a Vitalis de Bernay.

## Biografía
Probablemente era nieto de Gilbert Crispin de Tillières, barón de Bec, aunque la línea genealógica de la familia Crispin es notoriamente confusa, intrincada e incierta. Su padre pudo haber sido Guillermo Crespin du Bec (c. 1040-1074). Era pariente cercano de Roberto Crispín, mercenario normando que murió en 1073.
Gilberto era un joven monje bajo la tutela de Anselmo de Canterbury en la Abadía de Bec, Normandía. Allí se decía que Gilberto se había convertido en un erudito perfecto en todas las artes liberales. En 1093, Anselmo se convirtió en arzobispo de Canterbury. Gilberto promovió los argumentos de Anselmo en sus disputas con el rey Enrique I de Inglaterra. Probablemente, Gilberto fue útil a la causa de Anselmo, ya que al parecer también actuó como administrador general de la corona. Los escritos cuidadosos y sutiles de Gilbert iniciaron un diálogo entre las religiones cristiana y judía, que posiblemente se basó en obras anteriores (y ahora perdidas) de un escritor anónimo de la época de Carlomagno. Gilbert también escribió la vida de Herluin de Bec («Vita Herluini»), el caballero fundador y primer abad de la Abadía de Bec, y es autor de muchas otras obras. Posteriormente también fue seguidor de Lanfranco de Canterbury.
A su muerte, no se nombró nuevo abad durante cuatro años. Parece ser que por interferencias de Enrique I de Inglaterra para evitar que Osbert de Clare fuera elegido como tal. Gran parte de la labor organizativa de Gilbert se vio así frustrada, hasta que el nombramiento del abad Herbert en 1121 estabilizó en cierta medida la situación. La tumba de Gilbert se puede ver en la Abadía de Westminster, en el paseo sur.
El hermano de Gilbert fue Milo Crispin (m. 1149), chantre del monasterio de la Abadía de Bec. Milo escribió la «Vita Lanfranci», inspirada en la «Vita Herluini» de su hermano Gilbert.

## Obras relevantes
- Disputatio Iudaei et Christiani
- Disputatio Christiani cum Gentili de Fide Christi
- De Monachatu
- Probatio de illa Peccatrice que unxit Pedes Domini
- De Angelo Perdito
- De Spiritu Sancto
- De Altaris Sacramento
- De Simoniacis
- De Anima
- Sermo in Septuagesima
- Sermo in Ramis Palmarum
- De Creacione Sex Dierum
- De Corpore et Sanguine Domini
- De Confessione
- Ad Anselmum Archiepiscopum (carta a Anselmo durante su exilio en 1105);
- Vita Herluini (vida de Herluin de Bec).